# Ácido valproico
El ácido valproico (nombre comercial original: Depakine), también conocido como valproato o valproato sódico o valproato de magnesio, es un fármaco estabilizador del estado de ánimo y antiepiléptico de amplio espectro.  Actúa sobre diversos canales del sistema nervioso central. 
Está indicado para el tratamiento de:
- Epilepsia, en todas sus formas
- Trastorno bipolar, tanto para la profilaxis como para los episodios maníacos y estados mixtos
- Crisis y trastornos neurológicos, como la migraña o la esquizofrenia

Sus propiedades anticonvulsivas se descubrieron por casualidad, cuando Pierre Eymard observó, en 1962, las propiedades anticonvulsivas de esta sustancia al emplearla como vehículo de otros compuestos que se estaban investigando: se descubrió que prevenía la aparición de convulsiones generadas en ratas de laboratorio por el uso de pentilenotetrazol. Su uso fue aprobado por la FDA en 1978; en 1995, comenzó a usarse para el tratamiento de los episodios maníacos y para la profilaxis del trastorno bipolar, y en 1996 para prevenir la migraña. Además, recientemente Harris Gelbard descubrió su eficacia en el tratamiento de la demencia inducida por VIH. Se convirtió, así, en el primer fármaco capaz de actuar sobre este tipo de demencia y una esperanza para los infectados por VIH.[cita requerida]
También, recientemente se ha demostrado su efecto en pacientes con atrofia muscular espinal, una enfermedad autosómica recesiva que afecta a la motoneurona del asta anterior y al músculo, e incrementa los niveles de la proteína SMN.

## Indicaciones
El ácido valproico, en la epilepsia, es eficaz en las crisis de ausencia, mioclónicas, parciales y tonicoclónicas. La dosis inicial suele ser de 15 mg/kg, que se incrementa a intervalos semanales de 5 a 10 mg/kg de peso al día. El fármaco debe darse en dosis repartidas cuando la dosificación total excede los 250 mg. En el trastorno bipolar, especialmente en el tratamiento de la manía, así como para prevenir nuevos episodios. Y en los diferentes tipos de migrañas.

## Contraindicaciones
- Hipersensibilidad al fármaco
- Porfiria hepática
- Hepatopatía previa o actual
- Hepatitis aguda o crónica
- Antecedentes heredofamiliares de hepatitis grave
- Trastorno en el metabolismo de aminoácidos
- Trastornos en el ciclo de la urea
- Embarazo (Clasificación D)

## Precauciones
- Disfunción hepática (lactantes y menores de dos años la función hepática está disminuida).
- Pancreatitis (náuseas y vómito)
- Toxicidad hepática
- Tratamiento concomitante con salicilatos

## Mecanismo de acción
Tal como con la fenitoína y la carbamazepina, el ácido valproico bloquea los disparos sostenidos y repetitivos de alta frecuencia de las neuronas a concentraciones terapéuticas de 25-30 mg/kg por día. Varios estudios indican que los niveles del ácido gamma-aminobutírico se ven aumentados en el cerebro después de la administración de este medicamento, aunque el mecanismo de este fenómeno no se conoce aún. Este fármaco inhibe la GABA transaminasa y la  recaptación de GABA en las neuronas, prolonga el índice de recuperación del canal de Na+ del estado inactivo para impedir la salida de ácido gamma-aminobutirico. Un último mecanismo de acción es que aumenta la actividad de la ácido glutámico descarboxilasa, enzima responsable de la síntesis de GABA aumentando los niveles de este neurotransmisor. Por eso se le relaciona con el incremento de GABA en elcerebro, ya que este es un inhibidor de la secreción de neurotransmisores. Por lo tanto si se disminuye el número de neurotransmisores que van a dar una respuesta al estímulo, se podrá paliar la reacción en cadena que provocará la crisis epiléptica.

## Farmacocinética
Se absorbe con rapidez y por completo después de su administración oral. Alcanza una concentración plasmática máxima al cabo de 1 a 4 horas, aunque se puede retardar si viene en comprimidos entéricos o si se ingiere con alimentos.
Casi todo el valproato (95 %) sufre metabolismo hepático; menos del 5 % se excreta sin cambios. La vida media del fármaco es de casi 15 horas, pero se reduce en los pacientes que toman otros antiepilépticos.

## Dosificación
Se recuerda que es, ante todo, un medicamento que debe ser prescrito y supervisado por un médico, y será este quien determine la dosificación a brindar en el tratamiento. Las dosis y vías de administración que se sugieren a continuación son opcionales[cita requerida]: 
Vía oral
- De 10 a 15 mg/kg/día (2 o 3 tomas)
- Incremento por semana: de 5 a 10 mg/kg/día hasta el control
- Dosificación: de 30 a 60 mg/kg/día

Intravenosa (IV)
- 15 mL/kg mediante inyección lenta con un tiempo aproximado de 3 a 5 minutos.
- Después de 30 minutos: Perfusión continua a 1 mg/kg/h a un máximo de 25 mg/kg/día.

## Efectos secundarios
Los efectos colaterales más frecuentes incluyen náusea, vómitos y malestar gastrointestinal, dolor abdominal y agruras, entre otros. El ácido valproico puede estar asociado a una alta toxicidad al hígado, lo que conlleva el siguiente cuadro: ictericia, debilidad, cansancio, hinchazón facial, pérdida de apetito y vómito. Raramente puede ocasionar hepatitis fulminante. El ácido valproico también puede causar alopecia. Una de cada cinco mujeres presenta desórdenes en los ciclos menstruales.
La Fiscalía del Tribunal de París ha abierto una investigación judicial, para intentar determinar «eventuales negligencias y posibles delitos penales» cometidos por el grupo farmacéutico Sanofi, productor del antiepiléptico Dépakine, causante de malformaciones graves o muy graves entre 425 y 450 niños nacidos en Francia entre 2006 y 2014. El antiepiléptico Dépakine y sus derivados han causado entre 2150 y 4.100 casos de malformaciones congénitas graves desde su comercialización en 1967 en Francia, según un estudio de la Agencia francesa del medicamento. Casi dos millones de mujeres, que dieron a luz entre el 1 de enero de 2011 y el 31 de marzo de 2015, han participado en el estudio. Entre 2004 y 2016, en Francia, el uso de este fármaco en embarazadas causó que aproximadamente 450 bebés nacieran con malformaciones. Desde 2015, el ácido valproico sólo se puede prescribir a las mujeres embarazadas o en edad de procrear en caso de fracaso de los demás tratamientos disponibles, cuyo riesgo es bastante menor.
En España, para la prescripción médica a las mujeres embarazadas el neurólogo competente deberá remitir un informe al Ministerio de Sanidad argumentando de que este es el último remedio. 
Para la prescripción será necesaria la autorización firmada de la paciente.

## Interacciones farmacológicas y de otro tipo
- Incrementa la concentración plasmática de fenobarbital, primidona, fenitoína, carbamazepina, lamotrigina, entre otras.
- Carbapenemes y rifampicina reducen los niveles del ácido valpróico.
- El tratamiento concomitante con IMAO (Inhibidores de la monoamina oxidasa) es causa del síndrome serotoninérgico.
- La administración del ácido con anticoagulantes aumentran considerablemente la aparición de hemorragias.
- Mefloquina aumenta el metabolismo del ácido valpróico
- La administración combinada con topiramato pueden provocar encefalopatía o bien hiperamonema.

## Otros nombres comerciales
- Atemperator
- Valcote
- Valcas
- Valpron
- Depakene
- Criam